# Zampa
La zampa, in anatomia animale, è un arto o un'appendice generalmente usato per la deambulazione, la corsa o il salto.
Il termine è usato generalmente in ambito zoologico sia per i vertebrati che per gli invertebrati.
Oltre che per la locomozione, la zampa è usata, a seconda dell'animale, anche per altre funzioni. Ad esempio il gatto usa le zampe per la pulizia personale mentre i primati sono dotati di vere e proprie mani al termine di entrambi gli arti con pollice opponibile, quindi dotate di capacità prensile. In molti animali la parte terminale della zampa assume forma idonea a distribuire il peso durante la locomozione e la corsa. La maggior parte degli animali è dotato di un numero pari di zampe.

## Classificazione

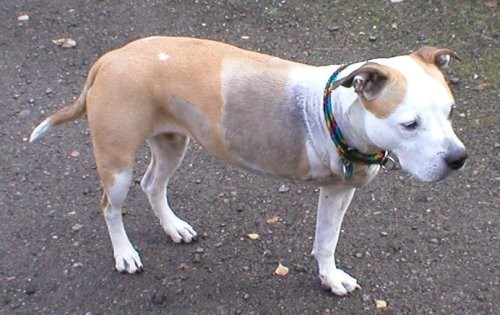
Gli animali a quattro zampe come i cani a volte perdono gli arti ad esempio per amputazioni dovute a malattie o ferite e diventano artificialmente tripedi

- Unipede: una zampa come le vongole
- Bipede: due zampe, come umani e uccelli[5]
- Tripede: tre zampe, che di solito non si trovano naturalmente in animali sani
- Quadrupede: quattro zampe, come cani e gatti[6].

Molti taxa sono caratterizzati dal numero di zampe:
- I tetrapodi hanno quattro zampe[7][8].
- Gli artropodi[9]: quattro, sei (insetti), otto, dodici o quattordici zampe; alcuni artropodi hanno più di una dozzina di gambe, alcune specie ne possiedono oltre cento. Nonostante ciò che potrebbe suggerire il nome, i centopiedi possono avere meno di venti o più di 300 zampe, e i millepiedi hanno meno di mille zampe, infatti possono arrivare fino a 750.

## Struttura
I componenti costitutivi delle zampe dipendono dall'animale. Nell'uomo e in altri mammiferi, la gamba include ossa, muscoli, tendini, legamenti, vasi sanguigni, nervi e pelle. Negli insetti, la gamba include la maggior parte dei componenti, tranne in quelli che hanno un esoscheletro che sostituisce la funzione delle ossa e della pelle.

## Zampa robotica
Una zampa robotica viene mossa da un attuatore, che è un tipo di motore per spostare o controllare un meccanismo o un sistema. È azionato da una fonte di energia, solitamente sotto forma di corrente elettrica, pressione del fluido idraulico o pressione pneumatica, e converte quell'energia in una sorta di movimento. Generalmente viene messa ad alcuni animali (ad esempio cani e gatti) e agli umani per scopi di riabilitazione o come protesi.

## Galleria d'immagini

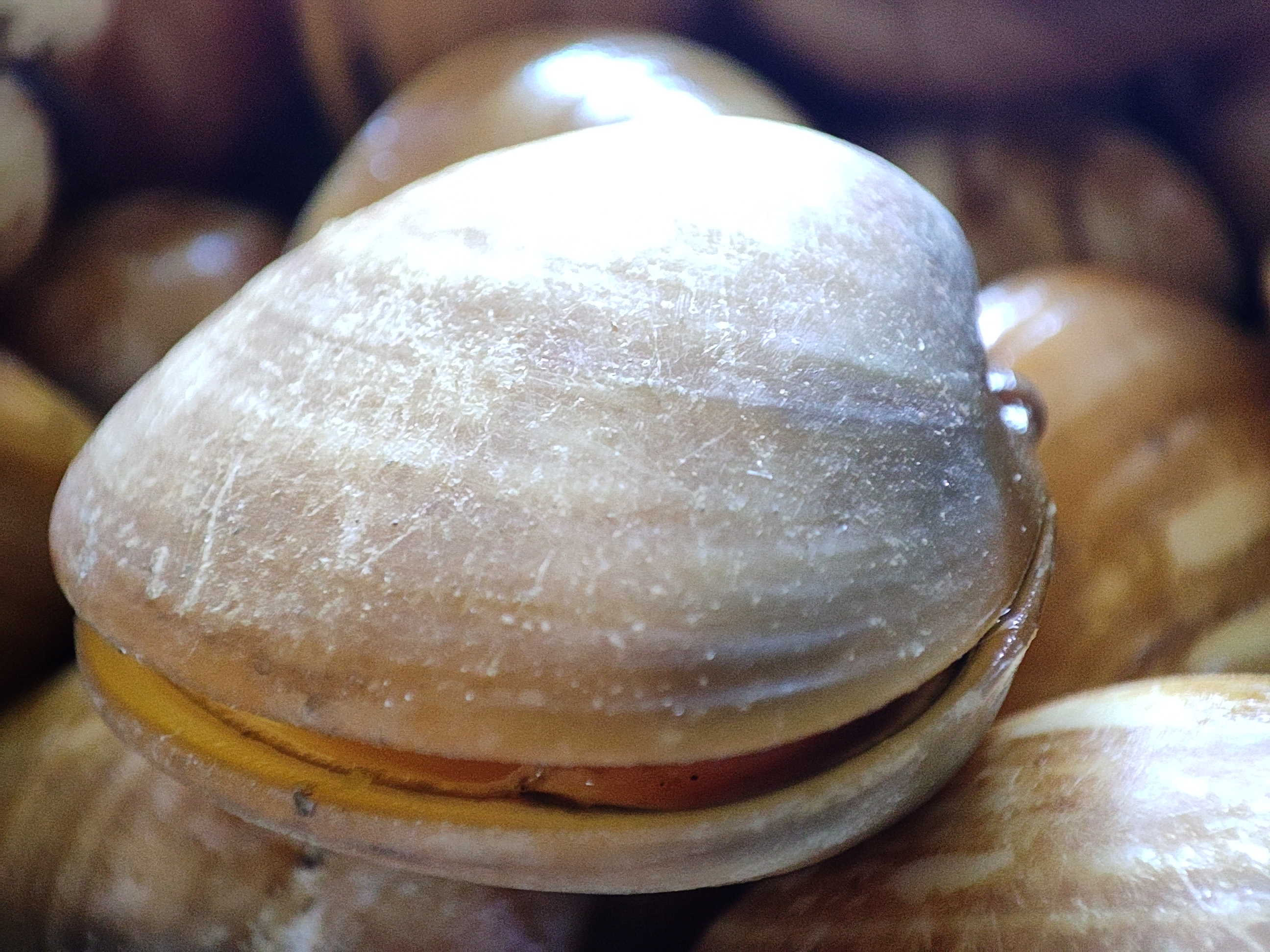
Vongola (unipede)
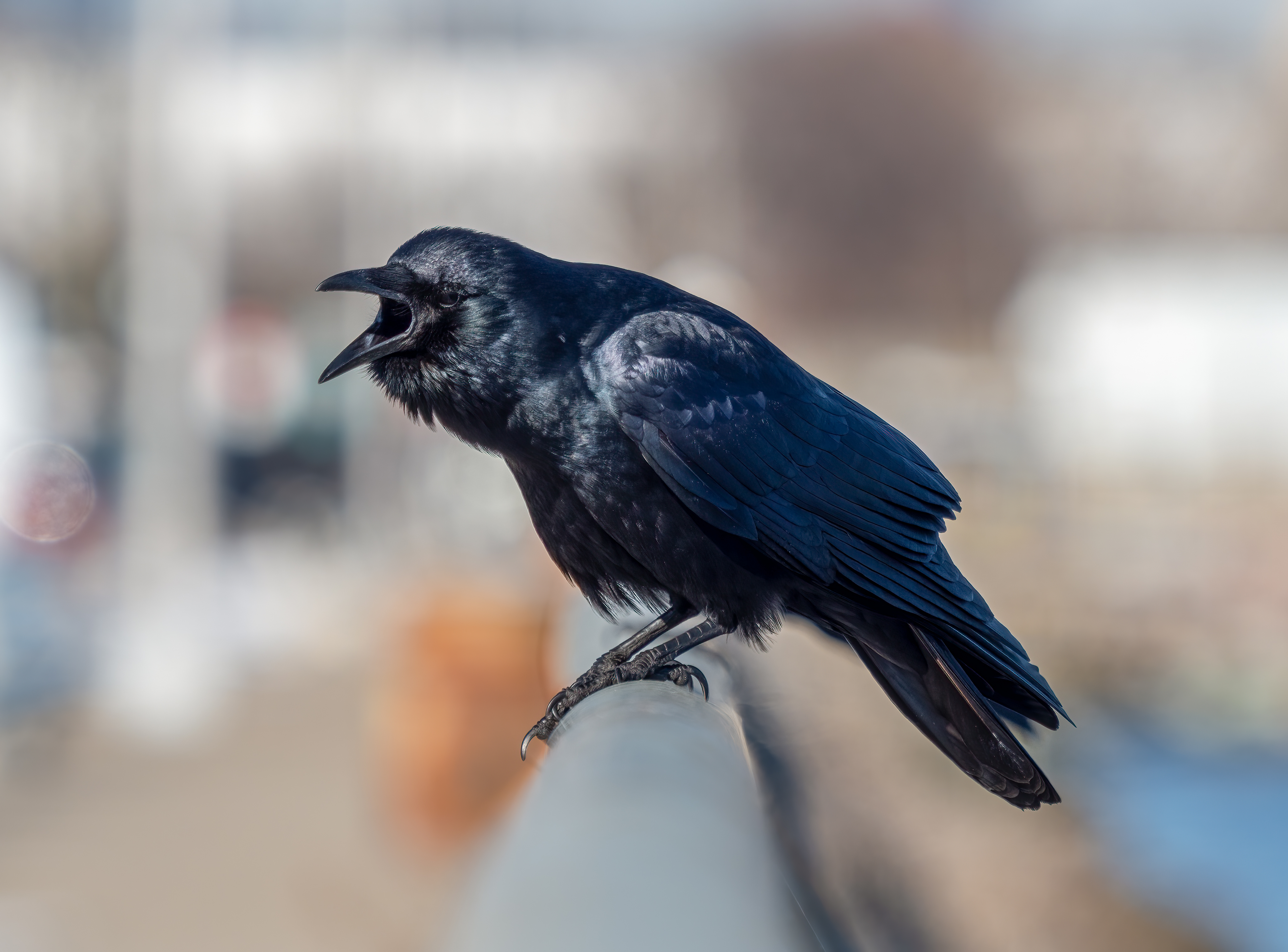
Corvo (bipede)
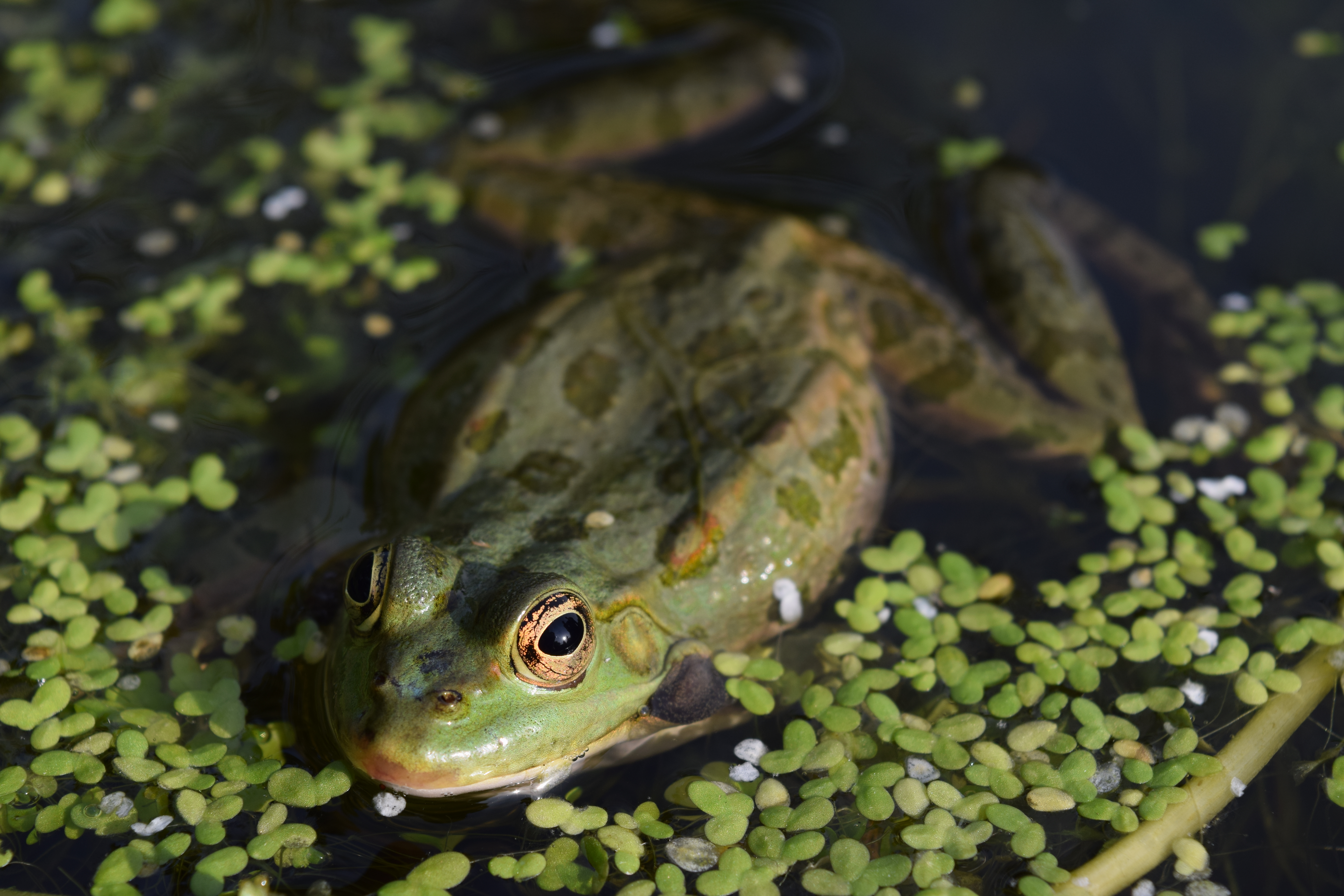
Rana (tetrapode)
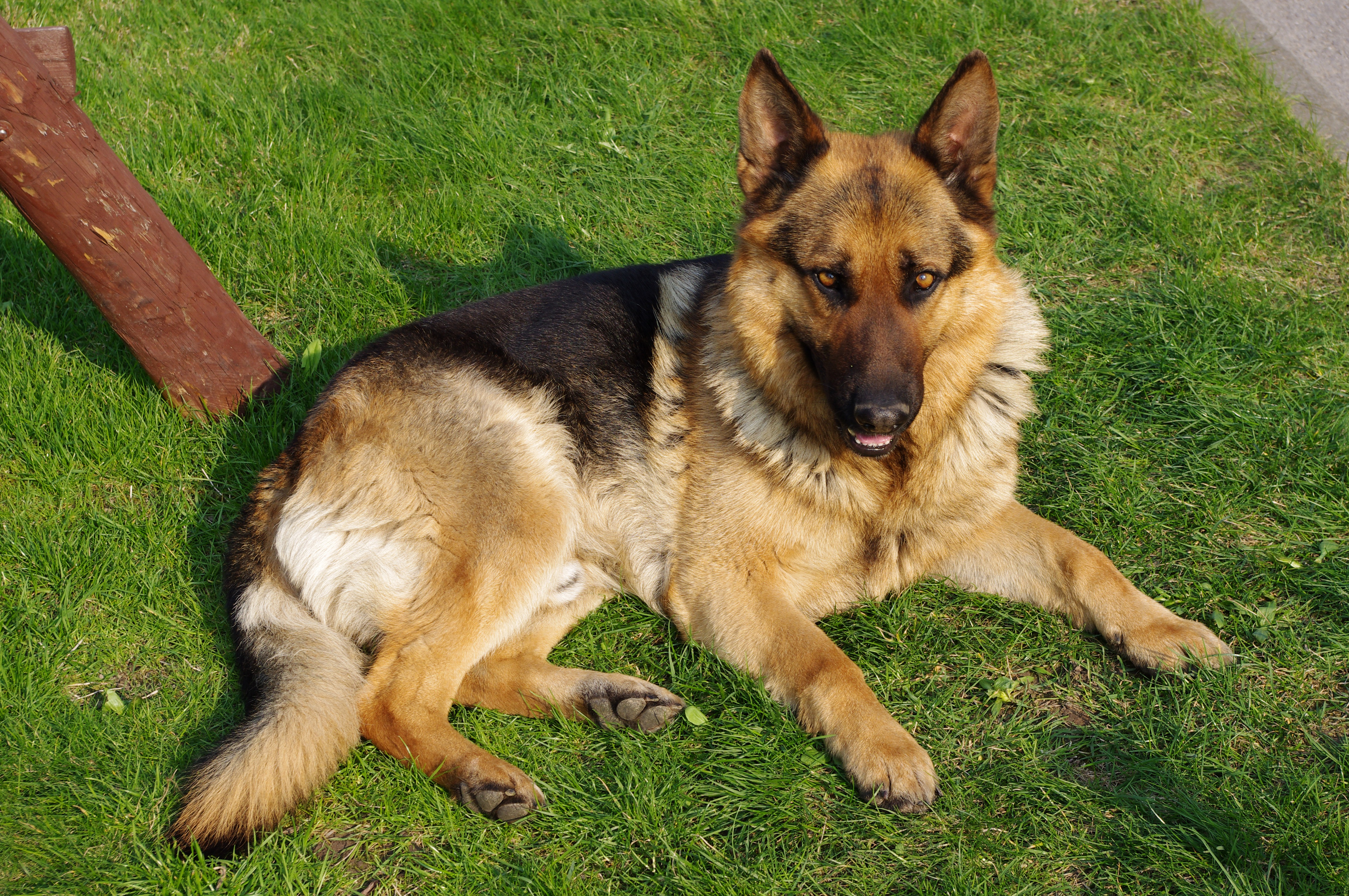
Cane (quadrupede)
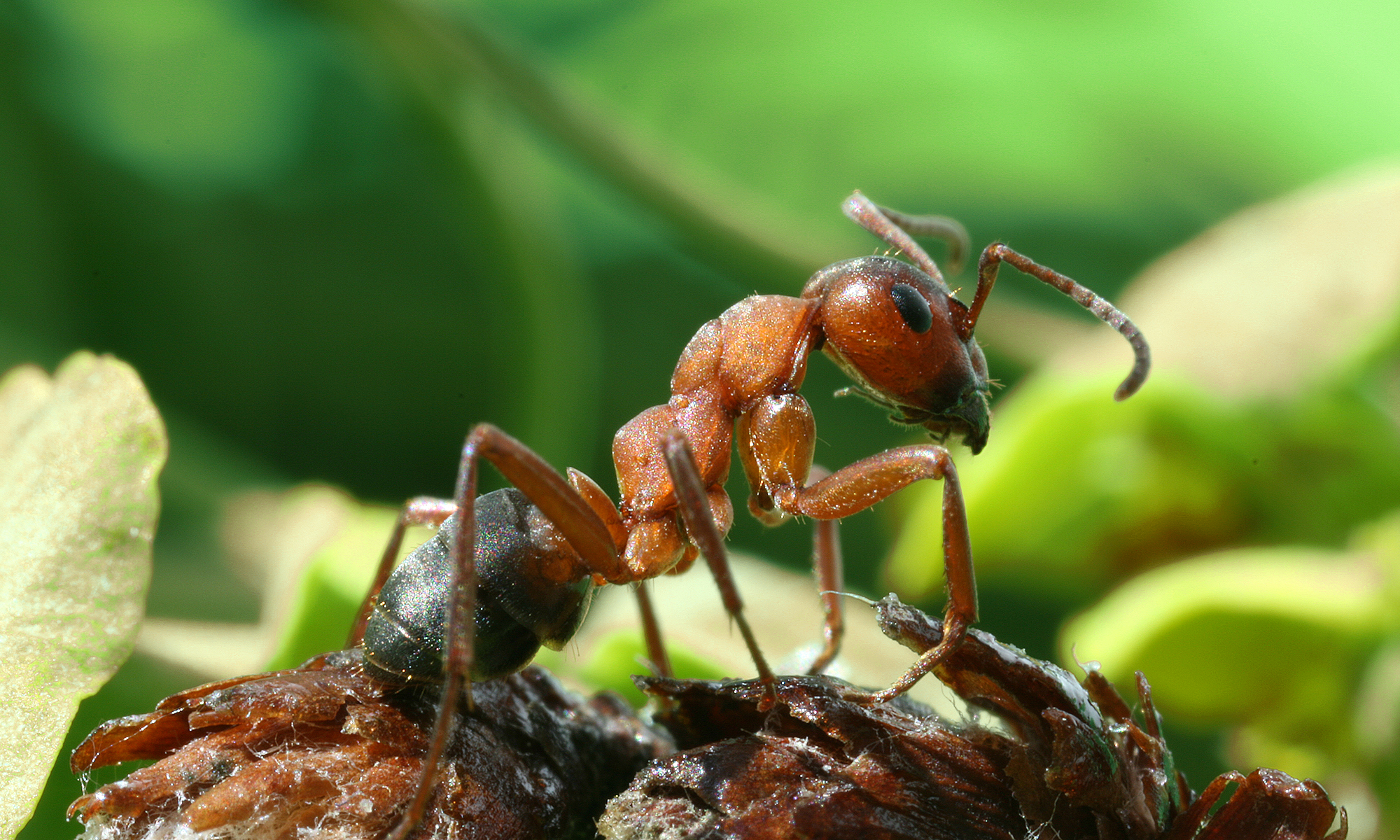
La formica possiede sei zampe (artropode)
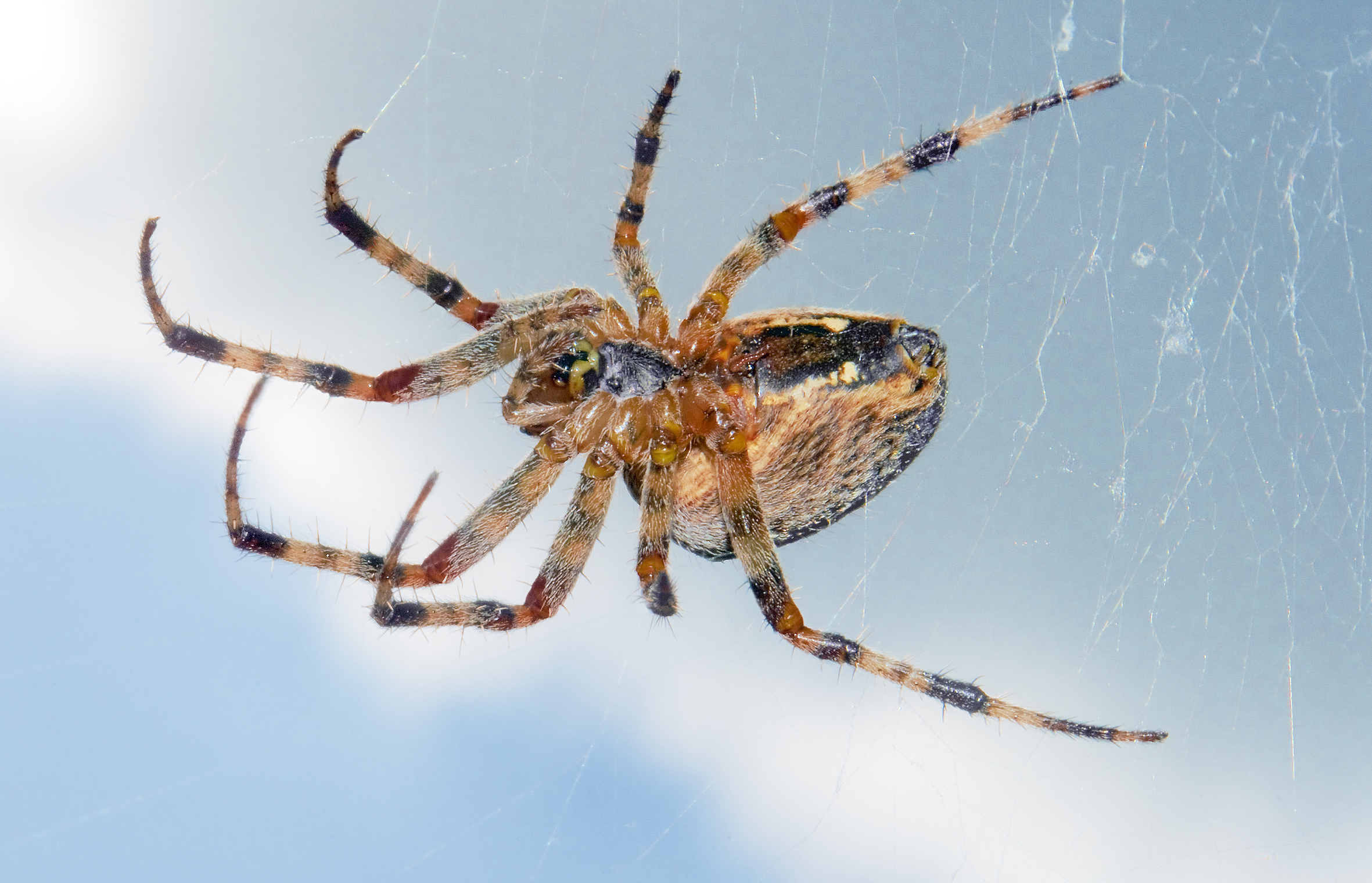
Ragno (artropode)
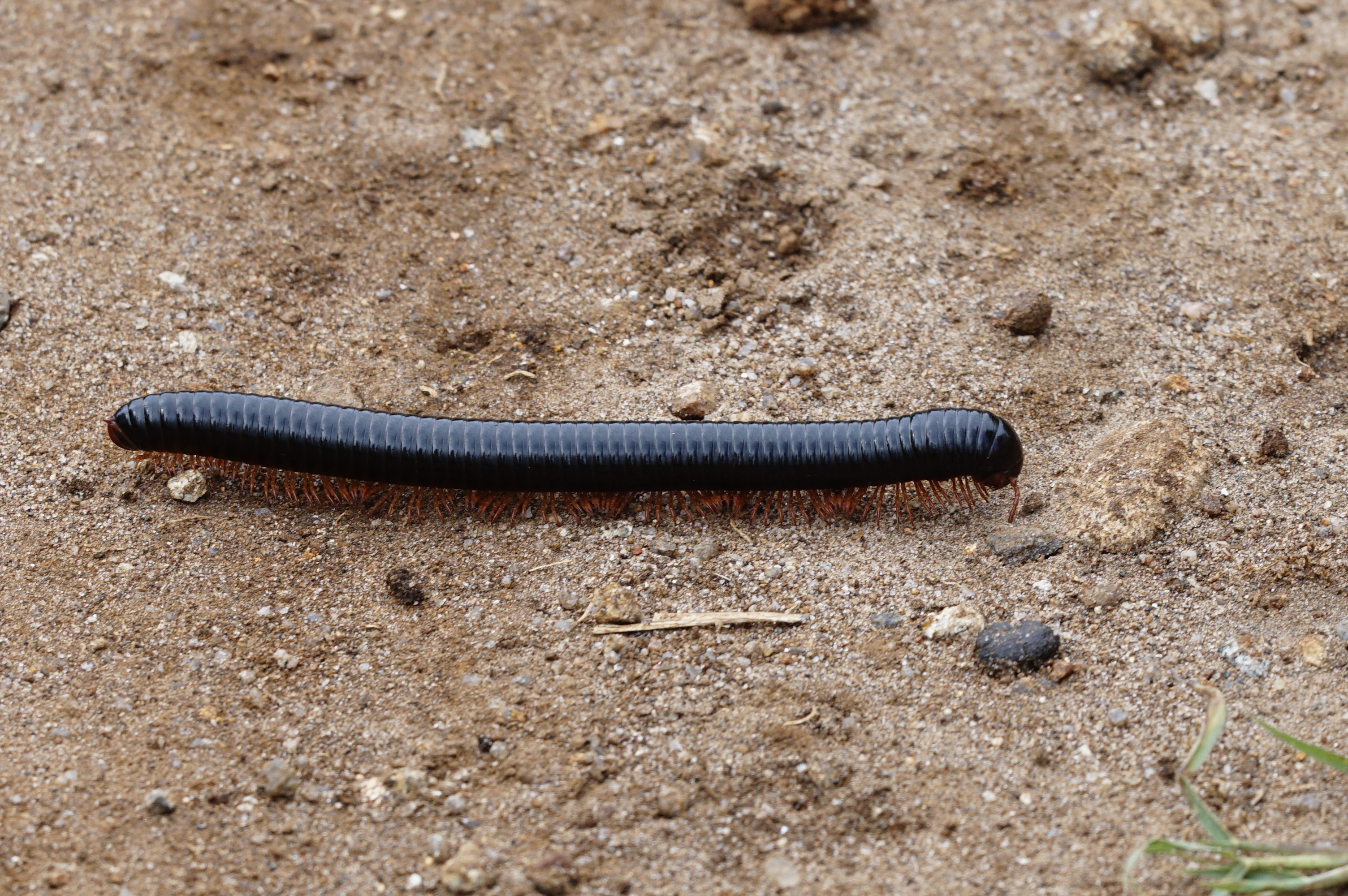
Diplopoda. Il numero delle zampe non supera le 750 paia[16].
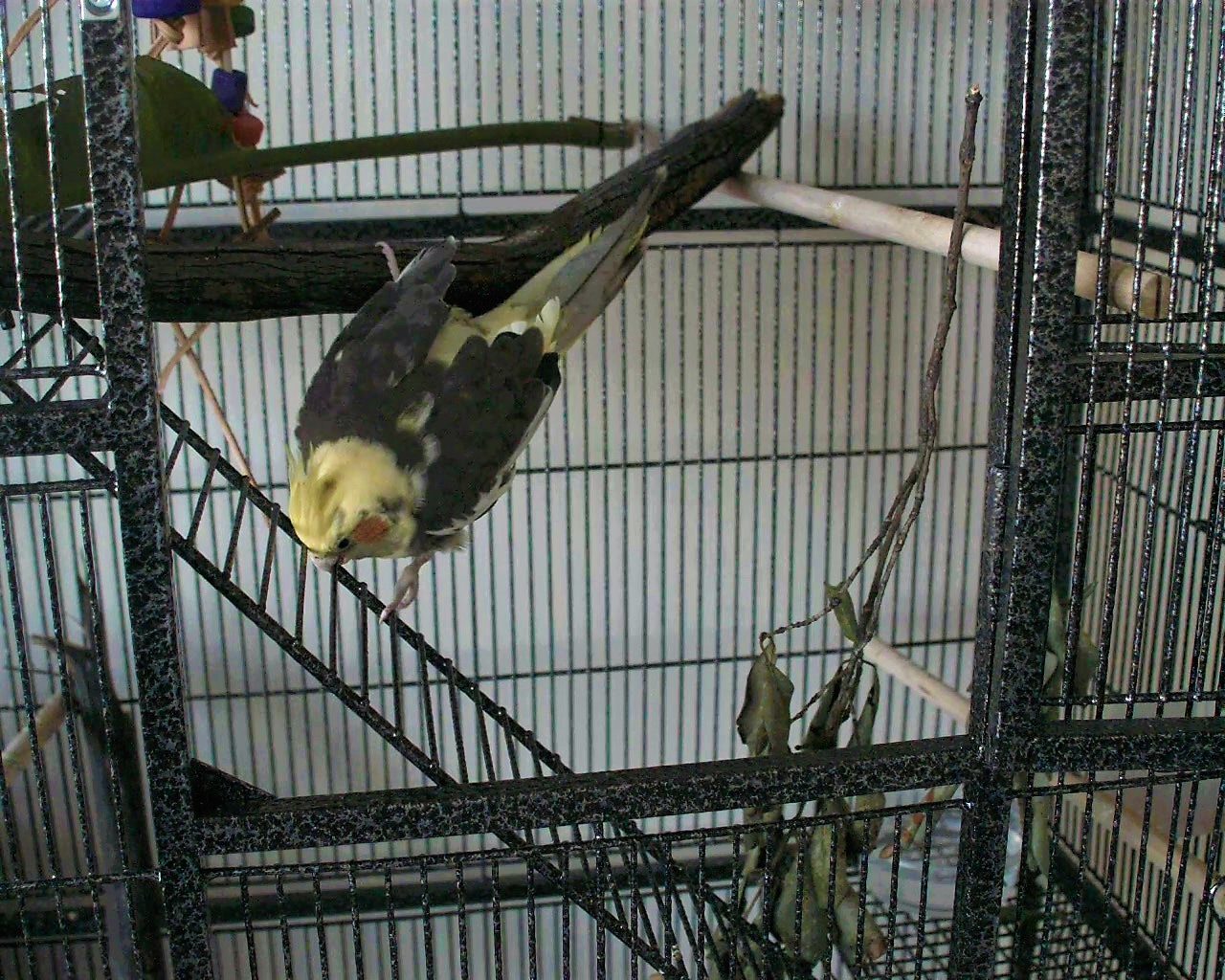
Nell'immagine, un cockatiel maschio può essere visto arrampicarsi da un tronco a una scala usando il becco. Nel 2022 è stato dimostrato che i pappagalli usano il collo e la testa come terzo arto[17].